# Logansport (Indiana)
Logansport – miasto w Stanach Zjednoczonych, w stanie Indiana, siedziba administracyjna hrabstwa Cass.